# Nesjtjarda
Nesjtjarda (vitryska: Нешчарда) är ett vattendrag i Belarus.   Det ligger i voblasten Vitsebsks voblast, i den norra delen av landet, 230 km norr om huvudstaden Minsk.
I omgivningarna runt Nesjtjarda växer i huvudsak blandskog. Runt Nesjtjarda är det ganska glesbefolkat, med 26 invånare per kvadratkilometer.